# Sœurs de l'Institut de Jésus, Marie et Joseph
Les sœurs de l'Institut de Jésus, Marie et Joseph (en latin : Instituti Sororum a Iesu Maria et Ioseph) sont une congrégation religieuse féminine enseignante de droit pontifical.

## Historique
La congrégation est fondée le 24 septembre 1880 à Ribafeita par Rita Amada de Jésus (1848 - 1913) avec l'aide du Père Rodrigues Lapa, jésuite pour l'enseignement des filles pauvres, la réhabilitation des prostituées et le soin des malades à domicile.
L'Institut est érigé canoniquement en 1893 par Mgr Manuel Vieira de Matos, archevêque de Mytilène et évêque auxiliaire de Lisbonne et reçoit le décret de louange le 10 mai 1902.
Après la proclamation de la Première République, le Portugal supprime les instituts religieux, les religieuses sont contraintes de se réfugier au Brésil où la congrégation connaît une expansion notable, c'est seulement en 1934 que les sœurs ouvrent de nouveau quelques maisons au Portugal.

## Activités et diffusion
Les sœurs se consacrent principalement à l'enseignement. 
Elles sont présentes en: 
- Europe : Portugal.
- Amérique : Brésil, Bolivie, Paraguay.
- Afrique : Angola, Mozambique, Cap-Vert.

La maison généralice est à São Paulo. 
En 2017, la congrégation comptait 162 sœurs dans 41 maisons.